# 雪山神
雪山神，又作喜马瓦特（梵文：हिमवत्，Himavat）或（梵文：हिमवन्त，Himavant）、喜玛凡（梵文：हिमवान्，Himavān）、雪之王（梵文：हिमराज，Himaraja）、山之王（梵文： पर्वतेश्वर，Parvateshwara）是喜马拉雅山脉的人格化。出现在史诗摩诃婆罗多中，是喜马拉雅王国的统治者，恒河女神与雪山神女的父亲。他的妻子与王后是梅纳瓦蒂，须弥山的女儿。
《提毗薄伽梵往世书》第七蕴最后九章（31-40）的女神梵歌，是帕尔瓦蒂和她的父亲雪山王之间的对话。它涉及女神的宇宙相，对奥义书、阿斯汤加瑜伽、智瑜伽、業和巴克蒂主要内容的探究，还有供奉女神的寺庙位置和礼拜仪式。
他的故事在《梵卵往世书》和《由谁奥义书》中也有提及。 